# Apamea infusa
Apamea infusa là một loài bướm đêm trong họ Noctuidae.